# Ёкюндю
Ёкюндю — село в Вилюйском улусе Якутии России. Административный центр и единственный населённый пункт Ёкюндюнского наслега. Население — 277 чел. (2021), большинство — якуты .

## География
Село расположено на западе региона, в восточной части Центрально-Якутской равнины, у озёр Ёкюндю, Берг, Хатыр.
Географическое положение
Расстояние до улусного центра — города Вилюйск — 28 км..
Климат
В населённом пункте, как и во всем районе, климат резко континентальный, с продолжительным зимним и коротким летним периодами. Зимой погода ясная, с низкими температурами. Устойчивые холода зимой формируются под действием обширного антициклона, охватывающего северо-восточные и центральные улусы. Средняя месячная температура воздуха в январе находится в пределах от −28 °C до −40 °C..

## История
Согласно Закону Республики Саха (Якутия) от 30 ноября 2004 года N 173-З N 353-III село возглавило образованное муниципальное образование Ёкюндюнский наслег.

## Население
| 2002 | 2010 | 2012 | 2013 | 2014 | 2015 | 2016 | 2017 | 2018 | 2019 | 2020 |
| ---- | ---- | ---- | ---- | ---- | ---- | ---- | ---- | ---- | ---- | ---- |
| 326  | ↘321 | ↘316 | ↘311 | ↘308 | ↘303 | ↗313 | ↘305 | ↘294 | ↘280 | ↘275 |
| 2021 |      |      |      |      |      |      |      |      |      |      |
| ↗277 |      |      |      |      |      |      |      |      |      |      |

Национальный состав
Согласно результатам переписи 2002 года, в национальной структуре населения якуты составляли 97 % от общей численности населения в 326 чел..

## Инфраструктура
Животноводство (мясо-молочное скотоводство, мясное табунное коневодство) и овощеводство (картофелеводство)
Дом культуры, неполная средняя общеобразовательная школа, учреждения здравоохранения и торговли.

## Транспорт
Автодорога федерального значения «Вилюй».